# Heliophanus melinus
Heliophanus melinus là một loài nhện trong họ Salticidae.
Loài này thuộc chi Heliophanus. Heliophanus melinus được Ludwig Carl Christian Koch miêu tả năm 1867.